# Муча Луча
„Муча Луча“ (на английски: ¡Mucha Lucha! е американски анимационен сериал, излъчван от 17 август 2002 г. до 28 февруари 2005 г. по Kids' WB. Героите се Рикошет, Буена Гърл и Бълхата.

## Актьорски състав

### Главен състав
- Карлос Алазраки – Рикошет (сезони 1-2)
- Джейсън Марсдън – Рикошет (сезон 3)
- Кимбърли Брукс – Буена Гърл
- Кенди Майло – Бълхата и Директорката

## „Муча Луча“ в България
От 2003 до 2005 г. се излъчва по европейския Cartoon Network в оригинал на английски език.
През 2011 и 2012 г. „Муча Луча“ се излъчва по bTV Action с дублаж. Ролите се озвучават от артистите Елисавета Господинова, Петър Бонев, Николай Николов, Георги Георгиев-Гого и Вилма Карталска. Преводач е Кристин Балчева, а режисьор на дублажа е Радослав Рачев.